# 29204 Ladegast
29204 Ladegast (1991 GB11) là một tiểu hành tinh vành đai chính được phát hiện ngày 11 tháng 4 năm 1991 bởi F. Borngen ở Tautenburg.